# Zbigniew Klewiado

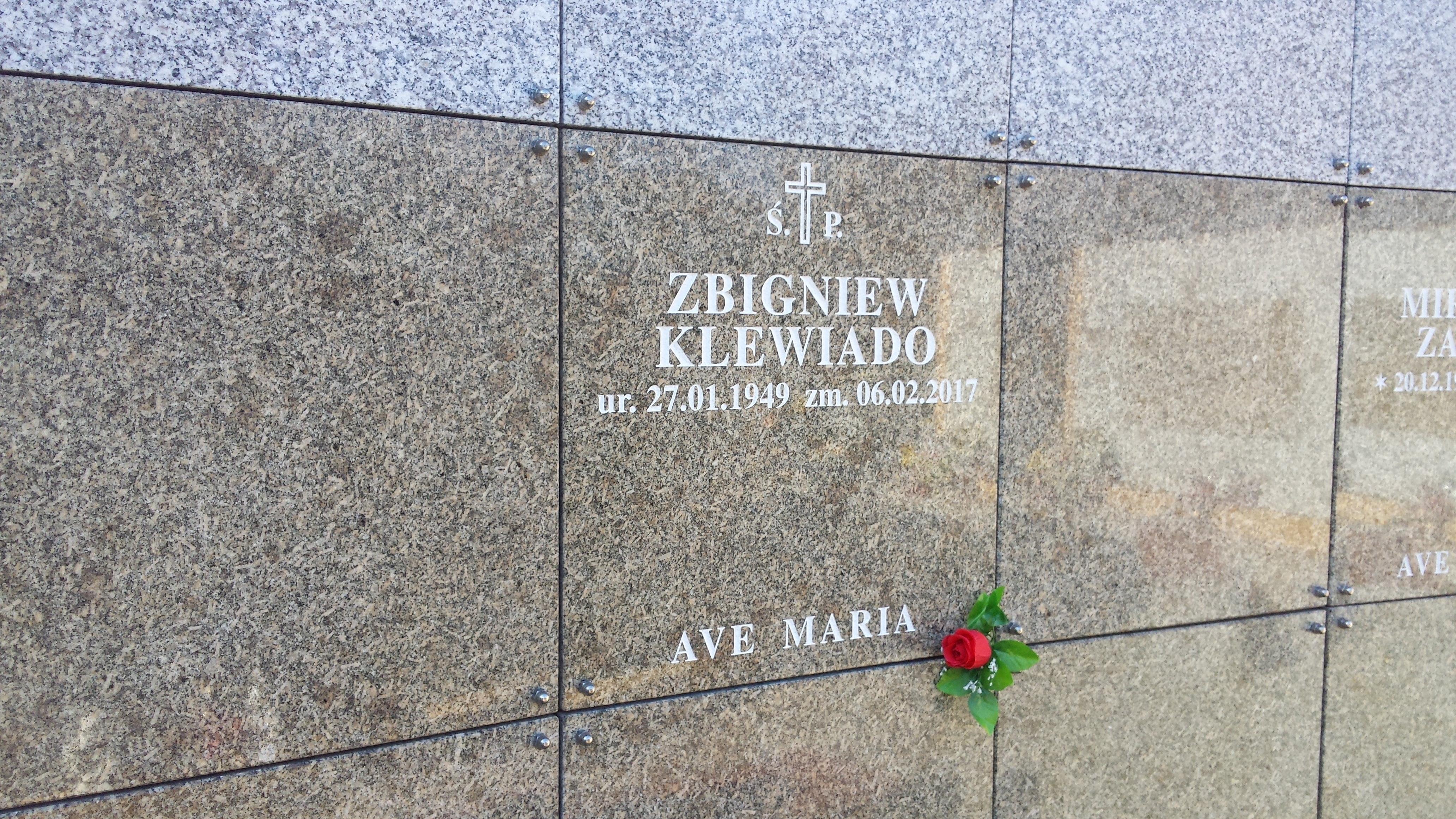
Grób Zbigniewa Klewiado w kolumbarium Cmentarza Garnizonowego w Gdańsku

Zbigniew Klewiado (ur. 27 stycznia 1949, zm. 6 lutego 2017 w Gdańsku) – polski przedsiębiorca, założyciel pierwszej prywatnej stacji telewizyjnej w Polsce – Sky Orunia.

## Życiorys
Był elektronikiem. Prowadził warsztat naprawy telewizorów przy ul. Nowiny na terenie gdańskiej dzielnicy Orunia. Na przełomie lat 1989–1990 założył telewizję Sky Orunia, będącą pierwszą niezależną prywatną stacją telewizyjną w Polsce. Sam Klewiado był określany wówczas „Piratem z Oruni”, ze względu na fakt, iż telewizja funkcjonowała bez wymaganej koncesji, choć za przyzwoleniem ówczesnego prezydenta Gdańska - Franciszka Jamrożego. W 1994 Sky Orunia otrzymała koncesję Krajowej Rady Radiofonii i Telewizji na legalne nadawanie na terenie Trójmiasta. Sky Orunia funkcjonowała do 1996 (w tym okresie Klewiado miał już jedynie 20 procent udziałów). 
W ostatnim okresie życia zmagał się z chorobą nowotworową. Zmarł 6 lutego 2017, trzy dni później został pochowany na Cmentarzu Garnizonowym w Gdańsku.